# Vermittlung (Philosophie)
Die Vermittlung beschreibt den gedanklichen Prozess des Ausgleichs von Gegensätzen und dessen Ergebnis.

## Bedeutung bei Hegel
Der Begriff der Vermittlung hat besonders durch Georg Wilhelm Friedrich Hegel an Bedeutung gewonnen. Hegel beschreibt die historische Wirklichkeit als Ergebnis von zahlreichen Aufhebungen von Widersprüchen. In seiner Phänomenologie des Geistes (1807) stellt Hegel eine Stufenfolge des Bewusstseins auf: Selbstbewusstsein, Vernunft, Geist, Religion, absolutes Wissen. Den Aufstieg des Bewusstseins nennt Hegel „Erfahrung“: Das Bewusstsein begegnet bei seiner Erfahrung in jedem Gegenüber sich selbst. Jede Begegnung wird so zu einer neuen Selbsterfahrung, die wiederum das Bewusstsein verändert. Es erkennt freilich nur das im anderen, was es bei sich selbst wahrnimmt und ist damit Teil des Erkenntnisprozesses. Da das Bewusstsein sich durch diesen Erkenntnisprozess wandelt, muss es auch den Eindruck von seinem Gegenüber revidieren: Das Gegenüber erscheint verändert und muss neu vermittelt werden. Auf der höchsten Stufe der Erkenntnis, beim „absoluten Wissen“, herrscht die vollkommene Vermittlung: Bewusstsein und Gegenstand stimmen überein.